# 安倍千夏
安倍 千夏（あべ ちなつ、1991年6月23日 - ）は、岩手県盛岡市出身の元ハンドボール選手。現在は岩手県立不来方高等学校の体育の教員。
実弟はハンドボール選手の安倍竜之介。

## 経歴
中学時代は2年連続で岩手県選抜に選出される。3年生の時に出場したJOCジュニアオリンピックカップでオリンピック有望選手を受賞。
岩手県立不来方高等学校時代はU-16に選出。また、2年連続で日本代表U-18に選出され、女子ユース世界選手権大会へ出場。高校卒業後は筑波大学へ進学。
秋季大会で優秀選手を受賞
2014年に日本ハンドボールリーグのソニーセミコンダクタへ加入。同年8月には第22回世界学生選手権の日本代表U-24に選出された。
2015年は第28回ユニバーシアード競技大会の日本代表U-24に選出されキャプテンを務めた。
2016年6月に行われた日韓定期戦で日本代表に初選出。
2018-19年シーズン限りで現役を引退。
2020-2021年、岩手県立盛岡第一高等学校で体育を教える。また男子ハンドボール部の顧問を務める。
2021年から岩手県立不来方高校で保健体育を教えている。また男子ハンドボール部の顧問を務める。

## 詳細情報

### 年度別成績
| 年       | チーム   | 試合 | フィールド 得点 | 率   | 7m  | 合計    | 警告 | 退場 | 失格 |
| -------- | -------- | ---- | --------------- | ---- | --- | ------- | ---- | ---- | ---- |
| 2014-15  | ソニー   | 18   | 30/80           | .375 | 0/0 | 30/80   | 8    | 9    | 0    |
| 2015-16  | ソニー   | 12   | 32/75           | .427 | 0/0 | 32/75   | 4    | 4    | 0    |
| 2016-17  | ソニー   | 18   | 43/96           | .448 | 0/0 | 43/96   | 9    | 2    | 0    |
| 2017-18  | ソニー   | 24   | 63/132          | .477 | 0/0 | 63/132  | 5    | 6    | 0    |
| 2018-19  | ソニー   | 24   | 26/56           | .464 | 0/0 | 26/56   | 6    | 7    | 0    |
| JHL：5年 | JHL：5年 | 96   | 194/439         | .442 | 0/0 | 194/439 | 32   | 28   | 0    |

- 各年度の太字はリーグ最高

### 記録

#### 日本ハンドボールリーグ
- フィールドゴール初得点：2014年11月1日、対三重バイオレットアイリス戦（ブラザー体育館）[6]

### 背番号
- 15 (2014年 - 2019年)

## 代表歴

### 日本代表
- 世界選手権 (2017年)
- アジア選手権 (2017年)
- ジャパンカップ (2017年)
- ヒロシマ国際大会 (2016年)
- 日韓定期戦 (2016年)

#### 大会別成績
| 年     | 大会       | 対戦国                  | フィールド 得点 | 率 | 7m | 合計 | 警告 | 退場 | 失格 |
| ------ | ---------- | ----------------------- | --------------- | -- | -- | ---- | ---- | ---- | ---- |
| 2017年 | 世界選手権 | ブラジル戦 (予選)       | -               | -  | -  | -    | -    | -    | -    |
| 2017年 | 世界選手権 | デンマーク戦 (予選)     | -               | -  | -  | -    | -    | -    | -    |
| 2017年 | 世界選手権 | モンテネグロ戦 (予選)   | -               | -  | -  | -    | -    | -    | -    |
| 2017年 | 世界選手権 | ロシア戦 (予選)         | -               | -  | -  | -    | -    | -    | -    |
| 2017年 | 世界選手権 | チュニジア戦 (予選)     | -               | -  | -  | -    | -    | -    | -    |
| 2017年 | 世界選手権 | オランダ戦 (決勝T1回戦) | -               | -  | -  | -    | -    | -    | -    |

### 日本代表U-24
- 世界学生選手権 (2014年)
- ユニバーシアード競技大会 (2015年)

### 日本代表U-18
- ユース世界選手権 (2008年)
- ユースアジア選手権 (2007年)